# فیسو دآرتیکو
فیسو دآرتیکو (به ایتالیایی: Fiesso d'Artico) یک کومونه در ایتالیا است که در استان ونیز واقع شده‌است.

## خصوصیات
فیسو دآرتیکو ۶٫۳۱ کیلومترمربع مساحت و ۷٬۷۸۶ نفر جمعیت دارد و ۹ متر بالاتر از سطح دریا واقع شده‌است.

## خواهرخوانده
شهر Saint-Marcellin خواهرخواندهٔ فیسو دآرتیکو هست.